# هانا وسترین
هانا وسترین (به انگلیسی: Hanna Westrin) (زادهٔ ۲۵ نوامبر ۱۹۹۱) شناگر اهل سوئد است.